# 덴기
덴기(일본어: 天喜)는 일본의 연호 중 하나이다.
- 전후 : 에이쇼(永承) 이후 - 고헤이(康平) 이전
- 시기 : 1053년 ~ 1058년
- 천황 : 고레이제이 천황

## 개원
- 에이쇼 8년 1월 11일(율리우스력 1053년 2월 2일) 개원하여
- 덴기 6년 8월 29일(율리우스력 1058년 9월 19일) 고헤이로 개원되었다.

## 출전
《포박자》(抱朴子)의 "生有通, 則嘉祥並臻, 此則天喜也."

## 덴기 시기에 일어난 일
- 원년
  - 후지와라노 요리미치에 의해 우지(宇治) 뵤도인(平等院) 호오도(鳳凰堂)가 건립되었다.

## 서력과의 대조표
| 덴기        | 원년       | 2년        | 3년        | 4년        | 5년        | 6년        |
| ----------- | ---------- | ---------- | ---------- | ---------- | ---------- | ---------- |
| 서기 (西紀) | 1053년     | 1054년     | 1055년     | 1056년     | 1057년     | 1058년     |
| 간지 (干支) | 계사(癸巳) | 갑오(甲午) | 을미(乙未) | 병신(丙申) | 정유(丁酉) | 무술(戊戌) |

## 같이 보기
- 일본의 연호 일람

| 이전 에이쇼 | 일본의 연호 1053년 ~ 1057년 | 다음 고헤이 |